# Venas frénicas inferiores
Las venas frénicas inferiores o venas diafragmáticas inferiores (TA: venae phrenicae inferiores) son venas que siguen a sus arterias homónimas. La del lado derecho desemboca en la vena cava inferior, y la del izquierdo, a menudo representada por dos ramas, desemboca, por una rama, en la vena suprarrenal izquierda o en la vena renal izquierda; por la otra, en la vena cava inferior. Drenan el diafragma.